# 連邦軍変革センター
座標: 北緯52度35分28秒 東経13度54分53秒 / 北緯52.591109度 東経13.914657度
連邦軍変革センター（れんぽうぐんへんかくセンター、ドイツ語：Zentrum für Transformation der Bundeswehr、略称：ZTransfBw）は、戦力基盤軍全軍局隷下の機関（センター）の一つ。ドイツ連邦国防省のシンクタンクとしてドイツ連邦軍の変革事業計画を主導する。
2004年に連邦軍研究分析センター（ZASBw）を改編して設立される。本部はシュトラウスベルクに置かれ、支所はオットブルン、ゲルスドルフ、シュヴィーロフゼーおよびベルリンに所在している。センター長にはアクセル・ビンダー（de:Axel Binder）陸軍准将が着任している。